# The Veronicas
The Veronicas er en australsk pop/rock duo bestående af de to enæggede tvillinger Lisa Marie og Jessica Louise Origliasso (f. 25. december 1984). 
The Veronicas udsendte i 2005 deres debutalbum i Australien, hvor de var et stort hit med over 280.000 solgte eksemplarer og tre top ti-singler.
I 2007 kom albummet Hook Me Up, som også har toppet de australske hitlister. 
Tvillingerne var i 2009 for alvor ved at være klar til at prøve kræfter med det europæiske marked og udsendte d. 5. oktober 2009 Hook Me Up i England, hvor singlen "4 Ever" ligger som et bonus track.
Nummeret blev oprindelig skrevet tilbage i 2005 af svenske Max Martin og Lukasz Gottwald til The Veronicas debutalbum The Secret Life Of men bliver nu genudsendt i både England og USA.